# Владичкино
Влади́чкино (рос. Владычкино) — селище у складі Пачелмського району Пензенської області, Росія.
Населення — 4 особи (2010; 14 у 2002).
Національний склад станом на 2002 рік:
- росіяни — 100 %